# ISO 3166-2:SH
ISO 3166-2:SH — стандарт Международной организации по стандартизации, который определяет геокоды. Является подмножеством стандарта ISO 3166-2, относящимся к Островам Святой Елены, Вознесения и Тристан-да-Кунья. Стандарт охватывает 3 административных округа. Каждый код состоит из двух частей: кода Alpha2 по стандарту ISO 3166-1 для Островов Святой Елены, Вознесения и Тристан-да-Кунья — SH и двухсимвольного кода, записанных через дефис. Дополнительный код образован созвучно названию, аббревиатуре названия административного округа. Геокоды округов Островов Святой Елены, Вознесения и Тристан-да-Кунья являются подмножеством кодов домена верхнего уровня — SH, присвоенного Островам Святой Елены, Вознесения и Тристан-да-Кунья в соответствии со стандартами ISO 3166-1.

## Геокоды административно-территориального деления Островов Святой Елены, Вознесения и Тристан-да-Кунья
Геокоды 3 административных округов административно-территориального деления Островов Святой Елены, Вознесения и Тристан-да-Кунья.
| Геокод | Административная единица | Статус  |
| ------ | ------------------------ | ------- |
| SH-AC  | Вознесения               | остров  |
| SH-HL  | Святой Елены             | остров  |
| SH-TA  | Тристан-да-Кунья         | острова |